# Leucon Ier
Leucon Ier (grec ancien : Λεύκον A') est roi du Bosphore d'environ 393/389 à 349 av. J.-C.

## Origine
Leucon Ier est le fils et successeur de Satyros Ier.

## Règne
Selon Diodore de Sicile, Leucon Ier règne 40 ans pendant lesquels il développe d'étroits liens avec Athènes en accordant des conditions avantageuses pour son approvisionnement en blé : exemption de taxes à l'exportation, chargement prioritaire des navires à destination d'Athènes. Il est remercié notamment par une inscription à Athènes qui lui décerne la citoyenneté athénienne pour avoir livré à la cité  400 000 medimnoi (i.e. 16 380 t) en 356 av. J.-C., comme l'indique Démosthène dans son Contre Leptine. 
Polyen évoque également les ruses de Leucon Ier lorsqu'il réussit à convaincre ses concitoyens de lui confier leur numéraire avec lequel il fait émettre avec le métal, des monnaies d'une valeur faciale double de l'ancienne, et lorsqu'il sévit contre un complot des marchands.

Leucon développe également son royaume en assiégeant la cité de Théodosie, défendue par un certain Tynnique, mais en prenant celle d'Héraclée.

## Postérité
Il a comme successeurs ses fils Spartokos II et Pairisadès Ier, qui règnent sans doute conjointement cinq ans. Puis Pairisadès Ier demeure seul roi. Un troisième fils, Apollonios, qui ne semble pas avoir régné, est mentionné dans une stèle trouvée près d'Athènes.